# Liste der Biografien/Fej
Liste der Biografien |
Portal Biografien |
Personensuche
# |
A |
B |
C |
D |
E |
F |
G |
H |
I |
J |
K |
L |
M |
N |
O |
P |
Q |
R |
S |
T |
U |
V |
W |
X |
Y |
Z |
?
 
Fa |
Fe |
Ff |
Fh |
Fi |
Fj |
Fk |
Fl |
Fm |
Fn |
Fo |
Fr |
Ft |
Fu |
Fy
 
Fea |
Feb |
Fec |
Fed |
Fee |
Fef |
Feg |
Feh |
Fei |
Fej |
Fek |
Fel |
Fem |
Fen |
Feo |
Fer |
Fes |
Fet |
Feu |
Fev |
Few |
Fey |
Fez
Die Liste der Biografien führt alle Personen auf, die in der deutschsprachigen Wikipedia einen Artikel haben. Dieses ist eine Teilliste mit 33 Einträgen von Personen, deren Namen mit den Buchstaben „Fej“ beginnt.

## Fej

### Feja
- Feja, Ernst (1899–1927), deutscher Bahnradsportler

### Feje
- Fejér, Géza (* 1945), ungarischer Diskuswerfer und Kugelstoßer
- Fejér, Leopold (1880–1959), ungarischer Mathematiker
- Fejer, Martin, US-amerikanischer Physiker
- Fejér, Tamás (1920–2006), ungarischer Filmregisseur
- Fejer-Konnerth, Andreas (* 1964), deutscher Tischtennisspieler rumänischer Abstammung
- Fejer-Konnerth, Zoltan (* 1978), deutscher Tischtennisspieler
- Fejérpataky-Belopotocký, Gašpar (1794–1874), slowakischer Kulturpolitiker, Verleger, Gründer des slowakischen Amateurtheaters
- Fejérváry, Géza (1833–1914), österreich-ungarischer General und Politiker
- Fejes Tóth, Gábor (* 1947), ungarischer Mathematiker
- Fejes Tóth, László (1915–2005), ungarischer MathematikerLászló Fejes Tóth (1915–2005)

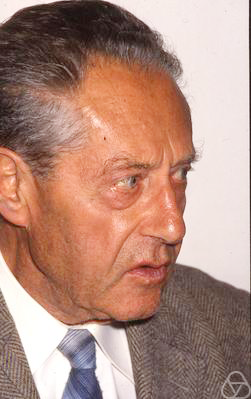
László Fejes Tóth (1915–2005)

- Fejes, Gábor (* 1989), ungarischer Straßenradrennfahrer
- Fejes, István (1891–1951), ungarischer Jagdpilot der k.u.k. Luftfahrtruppen im Ersten Weltkrieg
- Fejes, Judit (* 1967), ungarische Badmintonspielerin
- Fejes, Nándor (* 1999), rumänisch-ungarischer Eishockeyspieler
- Fejes, Stefanie (* 2004), australische Beachvolleyballspielerin

### Fejf
- Fejfar, Oldřich (1931–2023), tschechischer Paläontologe

### Fejk
- Fejkiel, Władysław (1911–1995), polnischer Mediziner sowie Hochschullehrer und Häftlingsarzt im KZ Auschwitz

### Fejo
- Fejos, Paul (1897–1963), ungarisch-amerikanischer Regisseur von Spiel- und Dokumentarfilmen

### Fejs
- Fejsa, Darko (* 1987), serbischer Fußballspieler
- Fejsa, Ljubomir (* 1988), serbischer Fußballspieler

### Fejt
- Fejti, György (* 1946), ungarischer kommunistischer Politiker
- Fejtő, François (1909–2008), französischer Historiker, Journalist und Publizist ungarischer Herkunft
- Fejtö, Raphaël (* 1974), französischer Schauspieler, Drehbuchautor und Filmregisseur

### Fejz
- Fejza, Shkurte (* 1961), kosovarische Volksmusikerin
- Fejzić, Damir (* 1994), serbischer Taekwondoin
- Fejzić, Jasmin (* 1986), bosnisch-herzegowinischer FußballtorhüterJasmin Fejzić (* 1986)

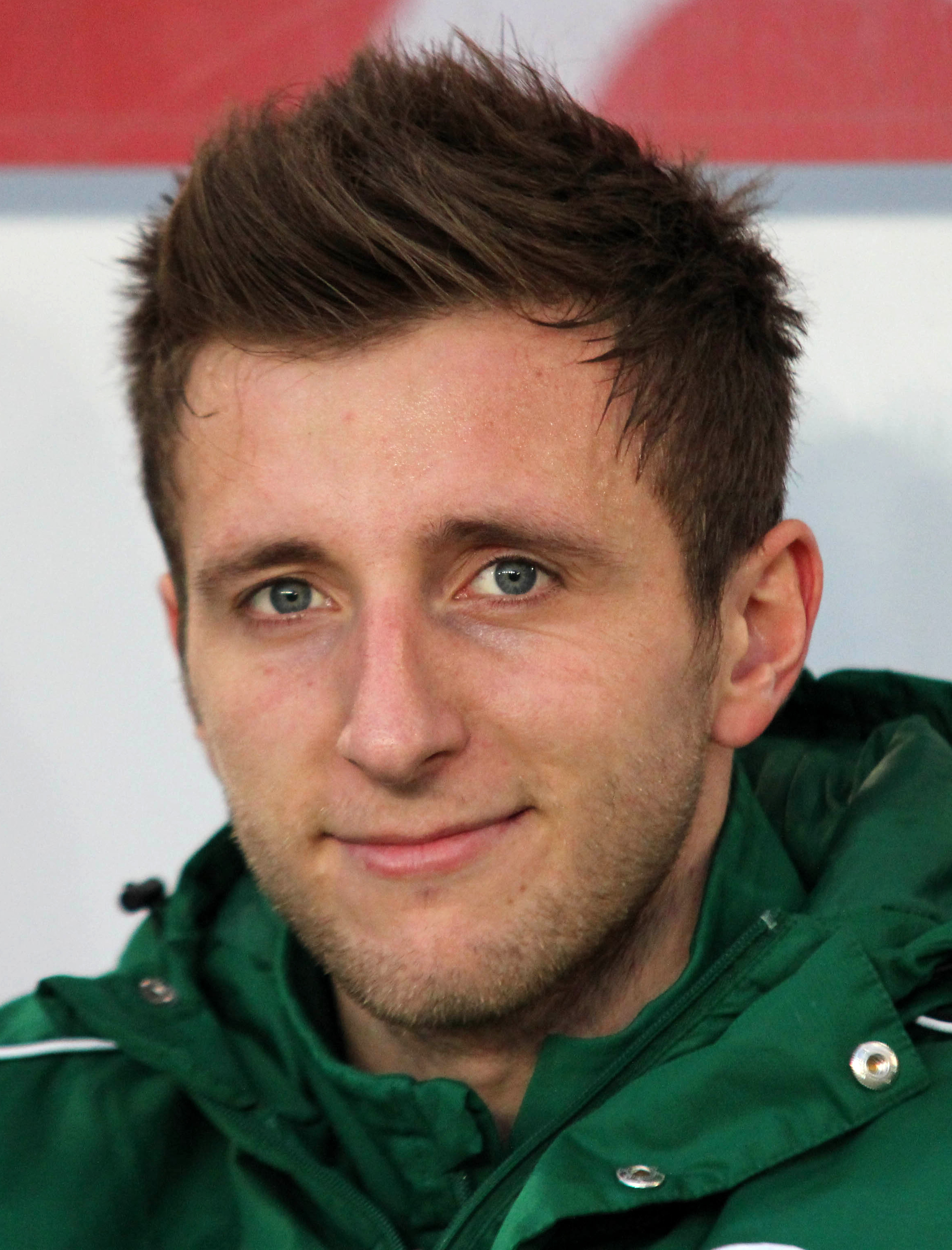
Jasmin Fejzić (* 1986)

- Fejzula, Petrit (* 1951), jugoslawischer Handballspieler
- Fejzulai, Kujtim (2000–2020), österreichisch-nordmazedonischer Attentäter des IS
- Fejzullahu, Ermal (* 1988), albanischsprachiger Sänger aus dem Kosovo
- Fejzullahu, Erton (* 1988), schwedischer Fußballspieler
- Fejzullahu, Mërgim (* 1994), albanisch-schweizerischer Fussballspieler
- Fejzullahu, Sabri (* 1943), kosovarischer Sänger